# هاسمیک پیلیپوسیان
هاسمیک سورنی پیلیپوسیان (ارمنی: Հասմիկ Սուրենի Փիլիպոսյան؛ انگلیسی: Hasmik Piliposyan زاده ۲۰ مارس ۱۹۴۳) تاریخ‌نگار هنر اهل ارمنستان است.

## زندگی‌نامه
وی در ۲۰ مارس ۱۹۴۳ در ایروان به دنیا آمد و از آکادمی امپریال هنر و انستیتو هنری فارغ‌التحصیل گشت. وی عضو اتحادیه روزنامه‌نگاران ارمنستان و اتحادیه نقاشان ارمنستان می‌باشد. وی عضو کمیسیون ملی رادیو و تلویزیون ارمنستان می‌باشد.

## یادداشت
1. ↑  արվեստագիտության թեկնածու
2. ↑  Սանկտ Պետերբուրգի գեղարվեստի ակադեմիա